# 뱀파이어 (2011년 영화)
《뱀파이어》(ヴァンパイア)는 이와이 슌지가 감독을 맡은 미국, 일본, 캐나다 합작영화이다. 이와이 슌지의 첫 영어 영화로 2010년에 촬영이 진행되었으며 2011년에 완성, 2012년에 일본에 개봉되었다. 이와이 슌지가 감독, 촬영 감독, 원작, 각본, 음악, 편집, 제작, 디자인, 스토리보드 총 1인 9역을 맡았으며, 원작 《뱀파이어》는 겐토샤를 통해 단행본으로 출판되었다.
제34회 선댄스 영화제 월드시네마 부문과 제61회 베를린 국제 영화제, 제35회 홍콩 국제 영화제, 제37회 시애틀 국제 영화제, 제16회 판타지아 영화제, 제16회 부산국제영화제, 제22회 스톡홀름 국제 영화제, 제44회 시체스 카탈로니아 국제 영화제, 제4회 스트라스부르 유로피언 판타스틱 국제 영화제, 제14회 상하이 국제 영화제에 정식 출품되었다.

## 출연

### 주연
- 아오이 유우
- 레이첼 리 쿡
- 케빈 지거스
- 케이샤 캐슬 휴즈
- 아만다 플러머
- 트레버 모간
- 라이언 로빈스
- 티치 그랜트

### 조연
- 애드레이드 크레멘스
- 사무엘 패트릭 추
- 맨디 플레이던
- 조디 발포어
- 채드 크로브척
- R. 넬슨 브라운
- 폴
- 게리 루쏘
- 클로딘 로드니
- 헤로드 길라니
- 카일 캐머런
- 게일 반 콧
- 더스틴 에릭슨
- 이안 브라운

## 기타
- Line PD: 데보라 가블러
- 미술: 알렉산드라 로젝
- 세트: 오스카 트레이너
- 의상: 타냐 립케
- 배역: 브래드 길모어